# Eupithecia excita
Eupithecia excita är en fjärilsart som beskrevs av Louis Beethoven Prout 1958. Eupithecia excita ingår i släktet Eupithecia och familjen mätare. Inga underarter finns listade i Catalogue of Life.